# Лугвен
Лугвен (середина XIII века) — литовский князь, сподвижник великого князя литовского Миндовга, приходившийся ему племянником.
Впервые упоминается в Галицко-Волынской летописи в записи за 1244 год. Лугвен (Лековнии, Лонъкогвенъ) совершил нападение на земли галицко-волынских князей. Лугвен с богатой добычей отступал через земли Пинского княжества и был предупрежден пинским князем Михаилом, что за ним была отправлена погоня. В битве у Мельника Лугвен был разбит. Во время битвы Лугвен был ранен, однако смог убежать.
Ливонская рифмованная хроника сообщает, что ситуацией воспользовались три брата, бояре или князьки--кунигасы Туше, Мильгерин и Гингейка. Его враги заключили союз с Ливонским орденом и напали на Лунгвена и захватили его в плен вместе с семьёй. Лугвен был доставлен в один из крупнейших городов Ливонии — Ригу. Младший брат Лугвена погиб во время попытки его освобождения. Сам Лугвен был освобождён только после внесения выкупа в размере 500 полумарок.
Вновь упоминается в 1247 году, в связи с успешным нападения на столичный ливонский замок — Цесис. В битве был убит комтур замка и множество ливонских рыцарей.
Последний раз Лугвен был упомянут в 1260 году в грамоте Миндовга в качестве свидетеля, и назван там «Лугвен муж сестры нашей» (Langwinus sororius noster).